# Município de Yadkin Valley (condado de Caldwell, Carolina do Norte)
O município de Yadkin Valley (em inglês: Yadkin Valley Township ) é um localização localizado no  condado de Caldwell no estado estadounidense da Carolina do Norte. No ano 2010 tinha uma população de 1.205 habitantes.

## Geografia
O município de Yadkin Valley encontra-se localizado nas coordenadas 36° 03′ 43,47″ N, 81° 42′ 12,38″ O.